# 马圩镇 (德庆县)
马圩镇，是中华人民共和国广东省肇庆市德庆县下辖的一个乡镇级行政单位。

## 行政区划
马圩镇下辖以下地区：
马圩社区、马圩村、前进村、都臼村、旺岗村、荣村、大益村、古垒村、上彭村、诰赠村、东升村和罗横村。